# Chaetopelma altugkadirorum
Chaetopelma altugkadirorum is een spinnensoort in de taxonomische indeling van de vogelspinnen (Theraphosidae). De soort kan gevonden worden in het Yayladağı district in de Turkse provincie Hatay.
Het dier behoort tot het geslacht Chaetopelma. De wetenschappelijke naam van de soort werd voor het eerst geldig gepubliceerd in 2012 door Richard C. Gallon, Ray Gabriel en Guy Tansley.